# Brixia williamsi
Brixia williamsi är en insektsart som beskrevs av Synave 1958. Brixia williamsi ingår i släktet Brixia och familjen kilstritar. Inga underarter finns listade i Catalogue of Life.